# Theodor Schwann
Theodor Schwann (Neuss, Rin del Nord-Westfàlia, 7 de desembre de 1810 - Colònia, 11 de gener de 1882), va ser un fisiòleg, citòleg i botànic alemany. Les seves moltes contribucions al camp de la biologia inclouen el desenvolupament de la teoria cel·lular, la invenció del terme metabolisme, i diversos descobriments de molta transcendència com són: les cèl·lules de Schwann en el sistema nerviós perifèric, la pepsina (1836), la naturalesa orgànica del llevat.
A la llista de botànics per abreviació d'autor s'empra el seu nom per indicar que Theodor Schwann és una autoritat en la descripció i classificació científica dels vegetals.

## La teoria cel·lular
Schwann va contribuir, d'una banda, la construcció de microscopis amb lents acromàtiques i, per un altre, l'aplicació d'aquest instrument a l'estudi dels éssers vius. La teoria fibril·lar va trobar un digne competidor i gradualment fou rebatuda.
Van sorgir, així, dues noves disciplines, la citologia o estudi de la cèl·lula en si mateixa, i la histologia o ciència de l'estructura cel·lular dels teixits. Altres autors van completar més tard la teoria cel·lular.